# Seleção Norte-Coreana de Futebol
A Seleção Norte-Coreana de Futebol representa a Coreia do Norte nas competições de futebol da FIFA. Filiou-se à FIFA em 1945.

## História
A primeira grande aparição da seleção Norte-Coreana em termos mundiais ocorreu justamente na primeira vez em que participaram de uma Copa do Mundo, na Copa do Mundo FIFA de 1966.
O time até então desconhecido e sem experiência internacional era cotado como um dos mais fracos do mundial; mas viriam a fazer história.
Durante a fase de grupos da Copa do Mundo FIFA de 1966, a equipe eliminou surpreendentemente a seleção da Itália na última rodada, carimbando o acesso às quartas de final, onde jogou contra Portugal. Neste jogo, a Coreia do Norte estava vencendo por 3-0 e contava com o apoio dos fãs ingleses; mas Portugal protagonizou uma das maiores reviravoltas da história das copas do mundo, acabando por vencer por 5-3, com quatro gols de Eusébio.
Após o surpreendente desempenho na competição, os jogadores foram recebidos como heróis nacionais.
Partidas na Copa 1966:
- Coreia do Norte 0 – 3  União Soviética
- Coreia do Norte 1 – 1  Chile
- Coreia do Norte 1 – 0  Itália

- Coreia do Norte 3 – 5  Portugal

Seu primeiro título foi a medalha de ouro nos Jogos Asiáticos de 1978 (dividido com a Coreia do Sul) e obteve uma medalha de prata nessa mesma competição em 1990. Também conquistou a medalha de ouro na Universíada de 1985.

### Copa do Mundo de 2010

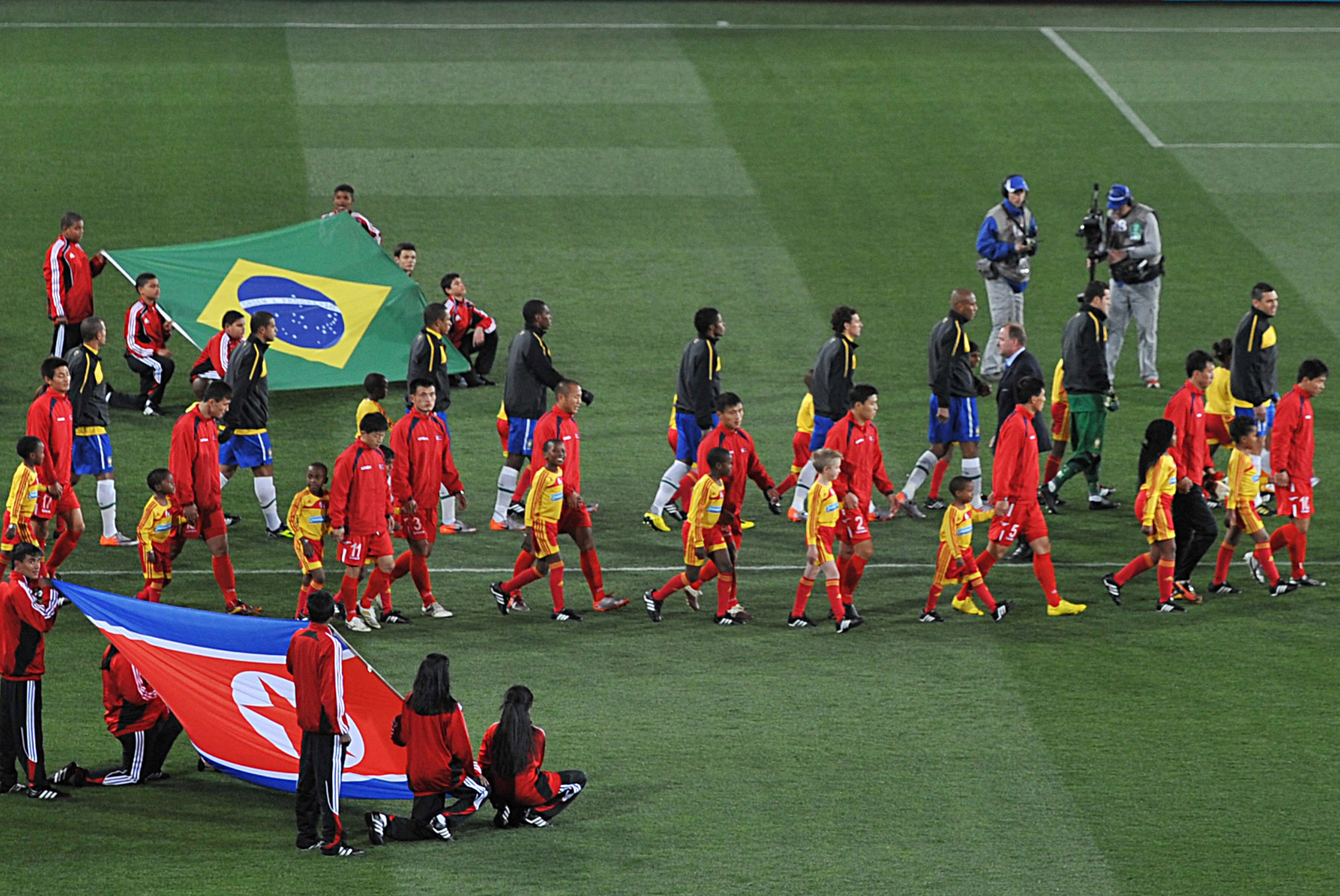
Brasil e Coreia do Norte entrando em campo

No dia 17 de junho de 2009 a seleção Norte-Coreana se classificou para a Copa do Mundo FIFA de 2010 na África do Sul após empatar sem gols com a seleção da Arábia Saudita.
Na Copa do Mundo FIFA de 2010, a seleção norte-coreana esteve no grupo G juntamente com Brasil, Portugal e Costa do Marfim.
A seleção não correspondeu às expectativas de obter um bom desempenho, assim como em 1966 e foi eliminada logo na primeira fase.
Uma das imagens mais marcantes da Copa ficou por conta do choro de Jong Tae-Se enquanto o hino nacional norte-coreano era executado.
Partidas na Copa 2010:
- Coreia do Norte 1 – 2  Brasil
- Coreia do Norte 0 – 7  Portugal
- Coreia do Norte 0 – 3  Costa do Marfim

## Preparação para a Copa do Mundo de 2010
No final do segundo semestre de 2009, na preparação para a estreia da seleção contra o Brasil a equipe disputou um amistoso contra uma equipe da segunda divisão do campeonato paulista, o Atlético Sorocaba. Foi a primeira equipe sul-americana a participar de um jogo em solo norte-coreano, ainda mais contra a seleção nacional[carece de fontes?].
O jogo foi disputado no Kim Il Sung Stadium, na capital Pyongyang, sob a vista de vários membros da embaixada brasileira, e por cerca de oitenta mil torcedores, enquanto cerca de 40 mil outros ficaram do lado de fora assistindo por telões.
A partida foi bastante equilibrada, com as duas equipes tendo várias chances de abrir o placar, com o goleiro norte-coreano fazendo belas defesas durante o jogo, que terminaria mesmo num empate sem gols.
| 5 de novembro de 2009 | Coreia do Norte | 0 – 0     | Clube Atlético Sorocaba |                 |
| 15:00 (UTC+9)         |                 | Relatório |                         | Público: 80 000 |

## Desempenho em competições
| Desempenho na Copa do Mundo | Desempenho na Copa do Mundo | Desempenho na Copa do Mundo | Desempenho na Copa do Mundo | Desempenho na Copa do Mundo | Desempenho na Copa do Mundo | Desempenho na Copa do Mundo | Desempenho na Copa do Mundo | Desempenho na Copa do Mundo |
| Ano                         | Fase                        | Posição                     | J                           | V                           | E                           | D                           | GP                          | GC                          |
| --------------------------- | --------------------------- | --------------------------- | --------------------------- | --------------------------- | --------------------------- | --------------------------- | --------------------------- | --------------------------- |
| 1930                        | Não se classificou          | Não se classificou          | Não se classificou          | Não se classificou          | Não se classificou          | Não se classificou          | Não se classificou          | Não se classificou          |
| 1934                        | Não se classificou          | Não se classificou          | Não se classificou          | Não se classificou          | Não se classificou          | Não se classificou          | Não se classificou          | Não se classificou          |
| 1938                        | Não se classificou          | Não se classificou          | Não se classificou          | Não se classificou          | Não se classificou          | Não se classificou          | Não se classificou          | Não se classificou          |
| 1950                        | Não se classificou          | Não se classificou          | Não se classificou          | Não se classificou          | Não se classificou          | Não se classificou          | Não se classificou          | Não se classificou          |
| 1954                        | Não se classificou          | Não se classificou          | Não se classificou          | Não se classificou          | Não se classificou          | Não se classificou          | Não se classificou          | Não se classificou          |
| 1958                        | Não se classificou          | Não se classificou          | Não se classificou          | Não se classificou          | Não se classificou          | Não se classificou          | Não se classificou          | Não se classificou          |
| 1962                        | Não se classificou          | Não se classificou          | Não se classificou          | Não se classificou          | Não se classificou          | Não se classificou          | Não se classificou          | Não se classificou          |
| 1966                        | Quartas-de-final            | 8/16                        | 4                           | 1                           | 1                           | 2                           | 5                           | 9                           |
| 1970                        | Não se classificou          | Não se classificou          | Não se classificou          | Não se classificou          | Não se classificou          | Não se classificou          | Não se classificou          | Não se classificou          |
| 1974                        | Não se classificou          | Não se classificou          | Não se classificou          | Não se classificou          | Não se classificou          | Não se classificou          | Não se classificou          | Não se classificou          |
| 1978                        | Não se classificou          | Não se classificou          | Não se classificou          | Não se classificou          | Não se classificou          | Não se classificou          | Não se classificou          | Não se classificou          |
| 1982                        | Não se classificou          | Não se classificou          | Não se classificou          | Não se classificou          | Não se classificou          | Não se classificou          | Não se classificou          | Não se classificou          |
| 1986                        | Não se classificou          | Não se classificou          | Não se classificou          | Não se classificou          | Não se classificou          | Não se classificou          | Não se classificou          | Não se classificou          |
| 1990                        | Não se classificou          | Não se classificou          | Não se classificou          | Não se classificou          | Não se classificou          | Não se classificou          | Não se classificou          | Não se classificou          |
| 1994                        | Não se classificou          | Não se classificou          | Não se classificou          | Não se classificou          | Não se classificou          | Não se classificou          | Não se classificou          | Não se classificou          |
| 1998                        | Não participou              | Não participou              | Não participou              | Não participou              | Não participou              | Não participou              | Não participou              | Não participou              |
| 2002                        | Não participou              | Não participou              | Não participou              | Não participou              | Não participou              | Não participou              | Não participou              | Não participou              |
| 2006                        | Não se classificou          | Não se classificou          | Não se classificou          | Não se classificou          | Não se classificou          | Não se classificou          | Não se classificou          | Não se classificou          |
| 2010                        | 1ª fase                     | 32/32                       | 3                           | 0                           | 0                           | 3                           | 1                           | 12                          |
| 2014                        | Não se classificou          | Não se classificou          | Não se classificou          | Não se classificou          | Não se classificou          | Não se classificou          | Não se classificou          | Não se classificou          |
| 2018                        | Não se classificou          | Não se classificou          | Não se classificou          | Não se classificou          | Não se classificou          | Não se classificou          | Não se classificou          | Não se classificou          |
| 2022                        | Não se classificou          | Não se classificou          | Não se classificou          | Não se classificou          | Não se classificou          | Não se classificou          | Não se classificou          | Não se classificou          |

| Desempenho na Copa da Ásia | Desempenho na Copa da Ásia | Desempenho na Copa da Ásia | Desempenho na Copa da Ásia | Desempenho na Copa da Ásia | Desempenho na Copa da Ásia | Desempenho na Copa da Ásia | Desempenho na Copa da Ásia | Desempenho na Copa da Ásia |
| Ano                        | Posição                    | Pts                        | V                          | D*                         | E                          | GM                         | GS                         |                            |
| -------------------------- | -------------------------- | -------------------------- | -------------------------- | -------------------------- | -------------------------- | -------------------------- | -------------------------- | -------------------------- |
| 1956                       | Não participou             | -                          | -                          | -                          | -                          | -                          | -                          |                            |
| 1960                       | Não participou             | -                          | -                          | -                          | -                          | -                          | -                          |                            |
| 1964                       | Não participou             | -                          | -                          | -                          | -                          | -                          | -                          |                            |
| 1968                       | Não participou             | -                          | -                          | -                          | -                          | -                          | -                          |                            |
| 1972                       | Não participou             | -                          | -                          | -                          | -                          | -                          |                            |                            |
| 1976                       | Não se classificou         | -                          | -                          | -                          | -                          | -                          | -                          |                            |
| 1980                       | 4º                         | 6                          | 3                          | 0                          | 3                          | 10                         | 12                         |                            |
| 1984                       | Suspensa                   | -                          | -                          | -                          | -                          | -                          | -                          |                            |
| 1988                       | Não se classificou         | -                          | -                          | -                          | -                          | -                          | -                          |                            |
| 1992                       | 1ª fase                    | 3                          | 0                          | 1                          | 2                          | 2                          | 5                          |                            |
| 1996                       | Não participou             | -                          | -                          | -                          | -                          | -                          | -                          |                            |
| 2000                       | Não se classificou         | -                          | -                          | -                          | -                          | -                          | -                          |                            |
| 2004                       | Não se classificou         | -                          | -                          | -                          | -                          | -                          | -                          |                            |
| 2007                       | Não se classificou         | -                          | -                          | -                          | -                          | -                          | -                          |                            |
| 2011                       | 1ª fase                    | 3                          | 0                          | 1                          | 2                          | 0                          | 2                          |                            |
| 2015                       | 1ª fase                    | 0                          | 0                          | 3                          | 0                          | 2                          | 7                          |                            |
| 2019                       | 1ª fase                    | 0                          | 0                          | 3                          | 0                          | 1                          | 14                         |                            |

## Títulos
- Jogos Asiáticos: Medalha de ouro - 1978*
- Universíada: Medalha de ouro - 1985
- Jogos Mundiais Militares: medalha de ouro - 2003
- AFC Challenge Cup: 2010, 2012

|
*dividido com a Coreia do Sul.

## Campanhas de destaque
- Copa do Mundo: 8º lugar - 1966
- Jogos Asiáticos
  - medalha de prata: 1990
- Universíada
  - medalha de bronze: 1987

## Uniformes

### Uniformes atuais
- 1º - Camisa vermelha, calção e meias vermelhas;
- 2º - Camisa branca, calção e meias brancas.

| Primeiro Uniforme | Segundo Uniforme |  |

### Uniformes dos goleiros
- Camisa azul, calção e meias azuis;
- Camisa bege, calção e meias pretas.

| Cores do Time · Cores do Time · Cores do Time · Cores do Time · Cores do Time | Cores do Time · Cores do Time · Cores do Time · Cores do Time · Cores do Time |  |